# 閬州
閬州（ろうしゅう）は、中国にかつて存在した州。唐代から元初にかけて、現在の四川省北東部に設置された。

## 概要
618年（武徳元年）、唐により巴西郡が隆州と改められた。712年（先天元年）、玄宗の諱を避けるために隆州は閬州と改称された。742年（天宝元年）、閬州は閬中郡と改称された。758年（乾元元年）、閬中郡は閬州の称にもどされた。閬州は剣南道に属し、閬中・南部・蒼渓・歧坪・晋安・西水・新井・奉国・新政の9県を管轄した。
宋のとき、閬州は利州路に属し、閬中・南部・蒼渓・西水・新井・奉国・新政の7県を管轄した。
1276年（至元13年）、元により閬州は保寧府に昇格した。